# DeAndre Levy
DeAndre Levy (Milwaukee, 26 marzo 1987) è un giocatore di football americano statunitense che gioca nel ruolo di linebacker nella National Football League (NFL). Fu scelto nel corso del terzo giro (76º assoluto) del Draft NFL 2009 dai Detroit Lions. Al college giocò a football all'Università del Wisconsin-Madison.

## Carriera professionistica

### Detroit Lions
Levy fu scelto dai Lions nel corso del terzo giro del Draft 2009. Nella sua stagione da rookie disputò tutte le 16 gare della stagione regolare, 10 delle quali come titolare, facendo registrare 85 tackle e un intercetto
Nella settimana 14 della stagione 2010, contro i Green Bay Packers futuri vincitori del Super Bowl, Levy mise a segno 8 tackle e un intercetto su Matt Flynn nella end zone nella vittoria dei Lions 7-3. Due settimane dopo contro i Miami Dolphins, Levy ritornò un intercetto su Chad Henne per 30 yard segnando il touchdown decisivo nella vittoria 34-27. La sua seconda stagione si concluse con 72 tackle, 2 intercetti e 4 passaggi deviati in 11 presenze.
Nel 2011, Levy disputò per la prima volta tutte le 16 gare della stagione regolare come titolare, stabilendo un nuovo primato in carriera di 109 tackle, oltre a mettere a segno il suo primo sack. L'anno successivo scese a 82 tackle in 14 presenze.
Nel 2013, Levy fece registrare un intercetto in entrambe le prime partite, rispettivamente contro Minnesota Vikings e Arizona Cardinals. Nella settimana 6 contro i Cleveland Browns disputò la sua prima gara con 2 intercetti in una partita. Il quinto stagionale lo fece registrare nella settimana 10 contro i Chicago Bears e il sesto di nuovo su Matt Flynn dei Packers nella netta vittoria della gara del Giorno del Ringraziamento. La sua stagione terminò al secondo posto nella NFL con 6 intercetti, oltre ai nuovi primati personali di 119 tackle e 15 passaggi deviati, venendo votato al 59º posto nella NFL Top 100 dai suoi colleghi.
Nella partita di debutto del nuovo capo-allenatore Jim Caldwell, nella vittoria della settimana 1 contro i Giants, Levy guidò i suoi con 10 tackle e un intercetto su Eli Manning, venendo premiato come miglior difensore della NFC della settimana. A fine mese fu premiato come miglior difensore della NFC di settembre, in cui mise a segno 38 tackle, un intercetto, una safety e tre passaggi deviati, contribuendo a rendere la difesa dei Lions la migliore della lega in quel lasso di tempo con 267,3 yard concesse a partita. La sua stagione si chiuse al secondo posto nella NFL con 150 tackle, oltre a 2,5 sack e un intercetto, venendo inserito nel Second-team All-Pro e votato al 66º posto nel NFL Top 100, la classifica dei migliori cento giocatori della stagione.
Il 4 novembre 2015. Levy fu inserito in lista infortunati, chiudendo a sei la sua striscia di stagioni consecutive con un intercetto, la più lunga attiva tra i linebacker.
Il 9 marzo 2017, Levy fu svincolato dai Lions.

## Palmarès
- Second-team All-Pro: 1

2014
- Difensore della NFC del mese: 1

settembre 2014
- Difensore della NFC della settimana: 1

1ª del 2014

## Statistiche
| Tackle totali | 639 |
| Sack          | 3,5 |
| Intercetti    | 12  |

Statistiche aggiornate alla stagione 2016